# O Caminho para Casa
O Caminho para Casa  (Wo de fu qin mu qin, mandarin:我的父亲母亲)  é um filme chinês lançado em 1999, dirigido por Zhang Yimou e estrelado por Zhang Ziyi.

## Elenco
- Ziyi Zhang - Zhao Di (Jovem)
- Sun Honglei - Luo Yusheng
- Zheng Hao - Luo Changyu
- Zhao Yulian Zhao Di (Velha)
- Li Bin - Vovó
- Chang Guifa - Prefeito (Velho)
- Sung Wencheng - Prefeito (Jovem)
- Liu Qi - Carpinteiro Xia (Velho)
- Ji Bo - Carpinteiro Xia (Jovem)
- Zhang Zhongxi - Consetador de Louças